# フェリーふくおか2
フェリーふくおかIIは、名門大洋フェリーが運航していたフェリー。大阪南港と新門司港を結ぶ航路に就航している。

## 概要
フェリーふくおか の代船として三菱重工業下関造船所で建造され2002年10月18日に就航した。先代と同様に鉄道建設・運輸施設整備支援機構との共有建造である。2005年に右舷船首に2等洋室と1等洋室を増設する改造を受けている。船内は多目的トイレ、エレベーターを設置するなど、バリアフリー対応となっている。
2015年に船名の数字表記をアラビア数字からローマ数字に変更。
3代目フェリーふくおかの就航に伴い2022年3月27日に引退。

## 船内設備
7F
- 特別室（ロイヤル）
- 特等室（デラックス）

6F
- 一等洋室（ファースト）
- 一等和室（ファースト和）
- 二等洋室（ツーリスト）
- 展望ストリート

5F
- 二等洋室（ツーリスト）
- 二等室（エコノミー）
- 案内所
- 売店
- エントランスホール
- ラウンジ
- 展望レストラン
- 展望浴室（大浴場）
- シャワールーム
- スモーキングルーム
- ゲームコーナー
- 自販機コーナー
- セーフティボックス・コインロッカー

## 事故・インシデント

### 貨物船との衝突
2004年8月30日、平成16年台風第16号の接近に伴い、瀬戸内海の燧灘へ避泊していたフェリーふくおか2が、走錨により同様に燧灘で避泊していた貨物船センチュリーホープに衝突した。フェリーふくおか2は、レーダーおよびGPSで走錨の監視を行っていたが、機関用意の状態をとっていなかったため、21時10分に走錨した際に機関を使用した走錨防止措置がとれず、圧流された。フェリーふくおか2の走錨に気付いたセンチュリーホープは、汽笛およびサーチライトによる警告を行った上で、衝突前に全速後進をかけたが、21時19分にフェリーふくおか2の左舷船尾がセンチュリーホープの船首に衝突した。この事故により、フェリーふくおか2の左舷後部外板が損傷、プロペラが曲損した。センチュリー ホープは、バルバスバウおよび船首部外板に損傷を受けた。

### フェリーきたきゅうしゅうとの衝突
2007年1月7日、大阪港南港フェリーターミナルへの着岸時に、強風により流され、隣のバースに着岸していたフェリーきたきゅうしゅうへ衝突した。事故発生時、最大瞬間風速21.5メートル毎秒の強風が西から吹いており、タグボート1隻の支援を受けながら機関およびバウスラスタを用いて操船していたものの、右舷船尾からの強風により圧流され、フェリーふくおか2の左舷中央がフェリーきたきゅうしゅうの右舷船尾に接触、外板および防舷材が損傷した。

### 明石海峡西側の浮標（ブイ）と接触
2018年3月18日午後7時35分ごろ、フェリーふくおかIIが明石海峡西側の浮標（ブイ）と接触した。神戸海上保安部によると、フェリーは午後5時に大阪南港を出て福岡県北九州市の新門司港に向かっており、乗員乗客509名が乗っていた。浮標と接触する前、フェリー内で急病人が出て、搬送のため姫路海上保安部から巡視艇「ぬのびき」が向かい急病人を巡視艇に移送する際、投錨せず停泊作業時右舷の船尾付近に浮標が接触、けが人はいなかったがプロペラの一部が破損したとみられ航行不能となった。19日早朝深田サルベージの揚錨船「おやしお」が派遣され、潮流の収まりを待ち潜水士を投入し、状況確認するとブイのアンカーチェーンを右舷プロペラが巻き込んでいて潜水士がチェ－ンを切断し、同日15時頃巻き込みの影響が少なかった左舷プロペラのみで航行可能か確認し、大阪南港へ向け引き返し航行を開始し、18時過ぎにタグボート支援のもと、大阪南港の同社運航便出港後の岸壁に接岸し、出港25時間後に帰港し、乗客に運賃を全額返金するほか、見舞金として一人あたり1万5千円を支払うとした。国の運輸安全委員会は事故原因を調べるために19日船舶事故調査官を派遣した。同船は右舷プロペラに損傷が生じドックインのため3月19日以降の欠航が決定した。